# 7144 Dossobuono
7144 Dossobuono eller 1996 KQ är en asteroid i huvudbältet som upptäcktes den 20 maj 1996 av den italienska amatörastronomen Luciano Lai vid Madonna di Dossobuono-observatoriet. Den är uppkallad efter den italienska byn Dossobuono.
Asteroiden har en diameter på ungefär 5 kilometer.